# Rue Lauzin
La rue Lauzin est une voie du 19e arrondissement de Paris, en France.

## Situation et accès
La rue Lauzin est une voie publique située dans le 19e arrondissement de Paris. Elle débute au 39, rue Rébeval et se termine au 59 bis, avenue Simon-Bolivar.

## Origine du nom
La rue tire son nom de celui d'un ancien  propriétaire local.

## Historique
Cette voie, de l'ancienne commune de Belleville, est ouverte sous sa dénomination actuelle vers 1840.
Rattachée à Paris par la loi d'extension du 16 juin 1859 elle est classée dans la voirie parisienne par un arrêté du 1er septembre 1932. 

## Bâtiments remarquables et lieux de mémoire
- Au no 9 : ancien atelier du peintre Amable (1846-1916).